# Szentes György
Szentes György (Budapest, 1941. december 23. –) geológus, környezetvédelmi informatikus, barlangkutató.

## Élete
Az Eötvös Loránd Tudományegyetemen 1965-ben geológusi oklevelet, 1968-ban dr. univ fokozatot szerzett. 1991-ben Frankfurt am Main-ban a GTU-n mérnöktovábbképzőn környezetvédelmi informatikus szakképesítést nyert. 1965–1970 között a Magyar Állami Földtani Intézet tudományos munkatársa, 1970–1977 között a Ministry of Works and Survey Kano State Nigeria főgeológusa, 1977–1981 között a German Conult AG tudományos munkatársa, 1981–1982-ben a Klöckner Industrie Anlage projektvezetője. 1983–1984-ben a United Nations, UNDP Chief Technical Adviser munkatársa. 1993–1994-ben a Hessische Geseelschaft für Ornitholigie und Naturschutz, 1995–2001 között a KTM Természetvédelmi Hivatal természetvédelmi informatikusa, nemzetközi szakértő. 2012 novembere óta Új-Zélandon él nyugdíjasként.

## Munkássága
Publikációi magyar, német és angol nyelven jelentek meg, számuk több mint nyolcvan.

### Barlangkutató tevékenysége
A Meteor Barlangkutató Csoport alapító tagja, aki a barlangkutatásba 1954-ben kapcsolódott be. Már a Bódvaszilasi-cseppkőbarlang és a Kecskés-forrás barlangrendszerének feltárásában is részt vett; mindkettő térképét is ő készítette el brigádjával. A Szemlő-hegyi-barlang feltárásában (Meteor-ág, Kuszoda, Föld szíve-szakasz) éppen úgy közreműködött, mint a baradlai, teresztenyei, és alsó-hegyi kutatómunkákban, valamint a Budai-hegység barlangjainak kutatásában.
Nigériai külszolgálata idején szabadidejében az afrikai állam barlangjait kutatta. 1977-ben Németországban vállalt munkát, s bekapcsolódott az ottani barlangkutatók tevékenységébe. Elkészítette Magyarország nem karsztos barlangkataszterének digitális feldolgozását (Magyarország nemkarsztos barlangjainak katasztere). A Magyar Karszt- és Barlangkutató Társulat tiszteleti tagja (2004). Ezen túlmenően NSS Life Member, National Geographic Society Life Member.